# 三島由紀夫文学館
三島由紀夫文学館（みしまゆきおぶんがくかん）は、山梨県南都留郡山中湖村平野の山中湖文学の森公園内にある文学館。三島由紀夫唯一の文学館として、1999年（平成11年）7月3日に開館した。公的機関での三島資料の保存・利用を希望する三島の遺族の意向と、「山中湖文学の森公園」建設の構想が一致したことから、三島文学の研究と普及を基本理念として設立された。運営は山中湖村教育委員会。初代館長は佐伯彰一。2008年（平成20年）晩春からは松本徹。2017年（平成29年）5月からは佐藤秀明が館長である。三島由紀夫文学館は、フランス発行の『ミシュラン・グリーンガイド・ジャポン2009』において2つ星となった。
館内には、三島由紀夫の全初版本をはじめ、直筆原稿、創作・取材ノート、肉筆資料、絵画、書簡、肖像写真、著書、研究書、翻訳書、初出誌、映画・演劇資料などが保管され、一部を展示している。映像や検索用パソコンなどによる資料写真や解説も紹介され、三島の生涯や文学を垣間見ることができる。
三島と山中湖は特に強い縁はないが、自衛隊の体験入隊では、山中湖近辺で山地踏破訓練をしており、小説『暁の寺（豊饒の海・第三巻）』『蘭陵王』『恋と別離と』『蝶々』などには山中湖が登場する。『暁の寺』創作・取材ノートでは、三島がスケッチした山中湖一帯の地図が描かれ、富士山、旧鎌倉往還（現在・国道138号線）、北富士演習場や周辺の地名が記されている。

## 中庭・周辺

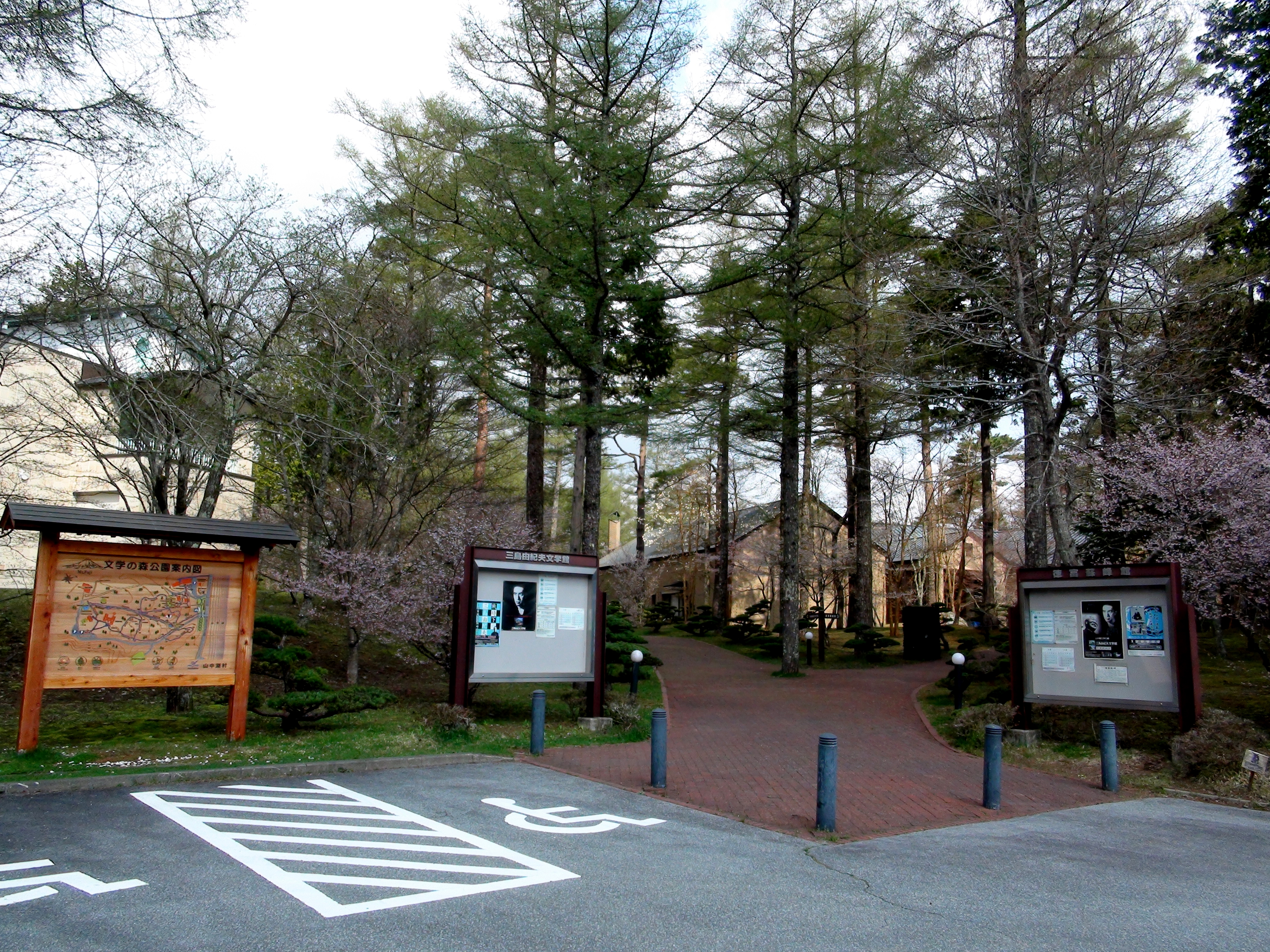
徳富蘇峰館（右）と並んで立地している。

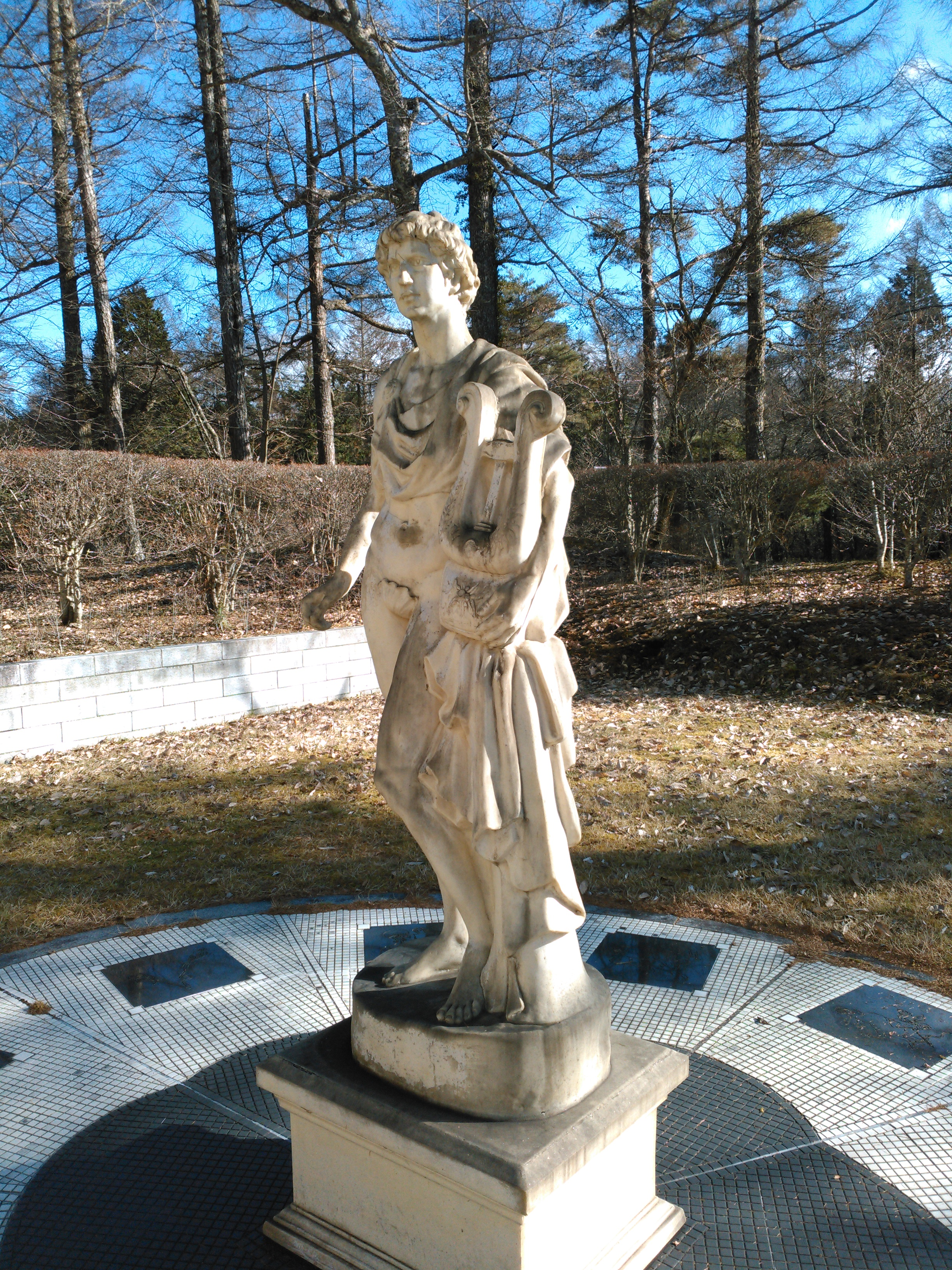
アポロ像
2017年6月現在、像の腹部の中央から右にかけて、あたかも三島が腹を切り裂いていったと同じような軌跡のひび割れが出来ている。文学館スタッフによれば、設置時にはひびはなく、徐々に中央から拡がっていったという。

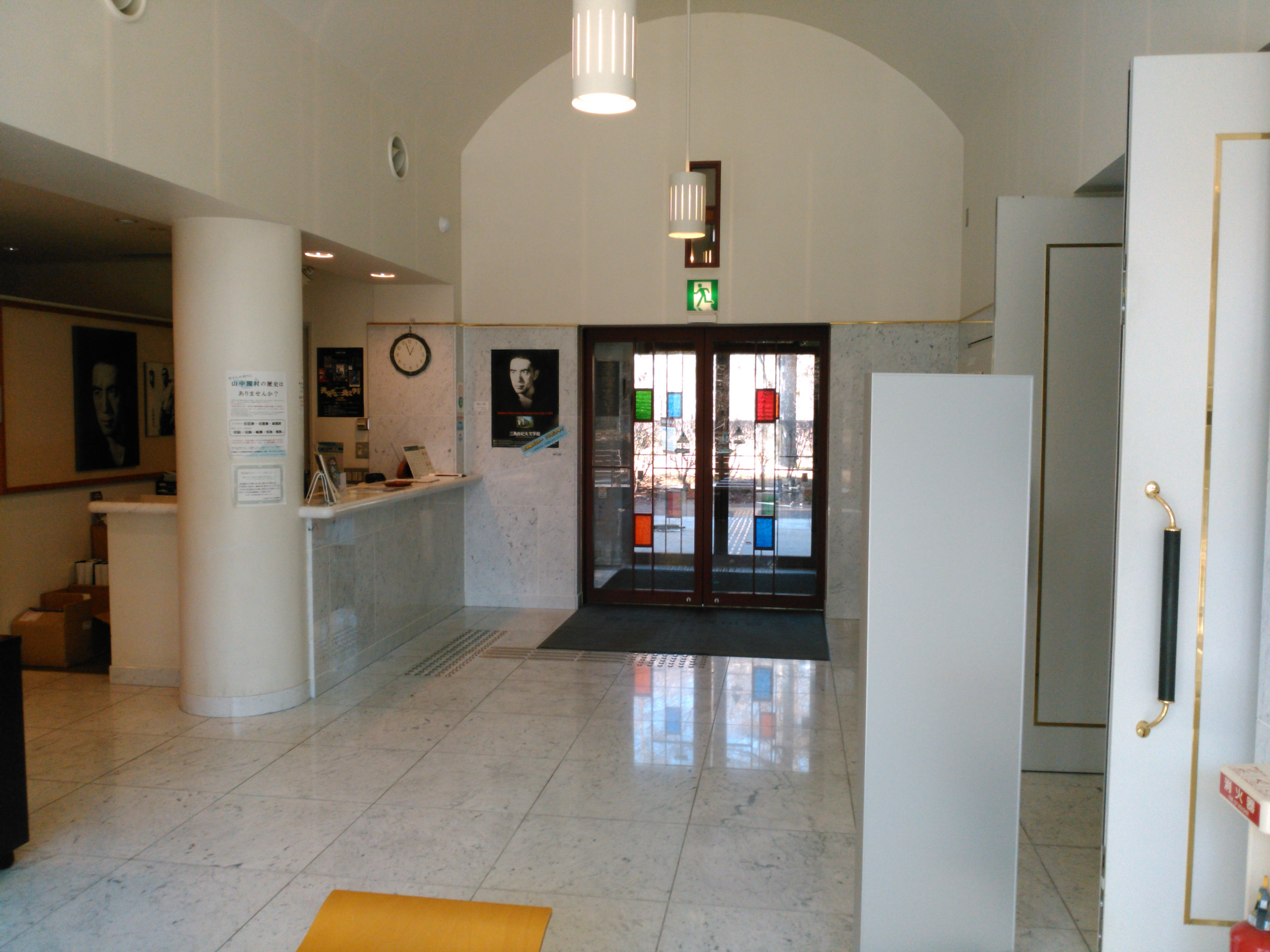
エントランスホール

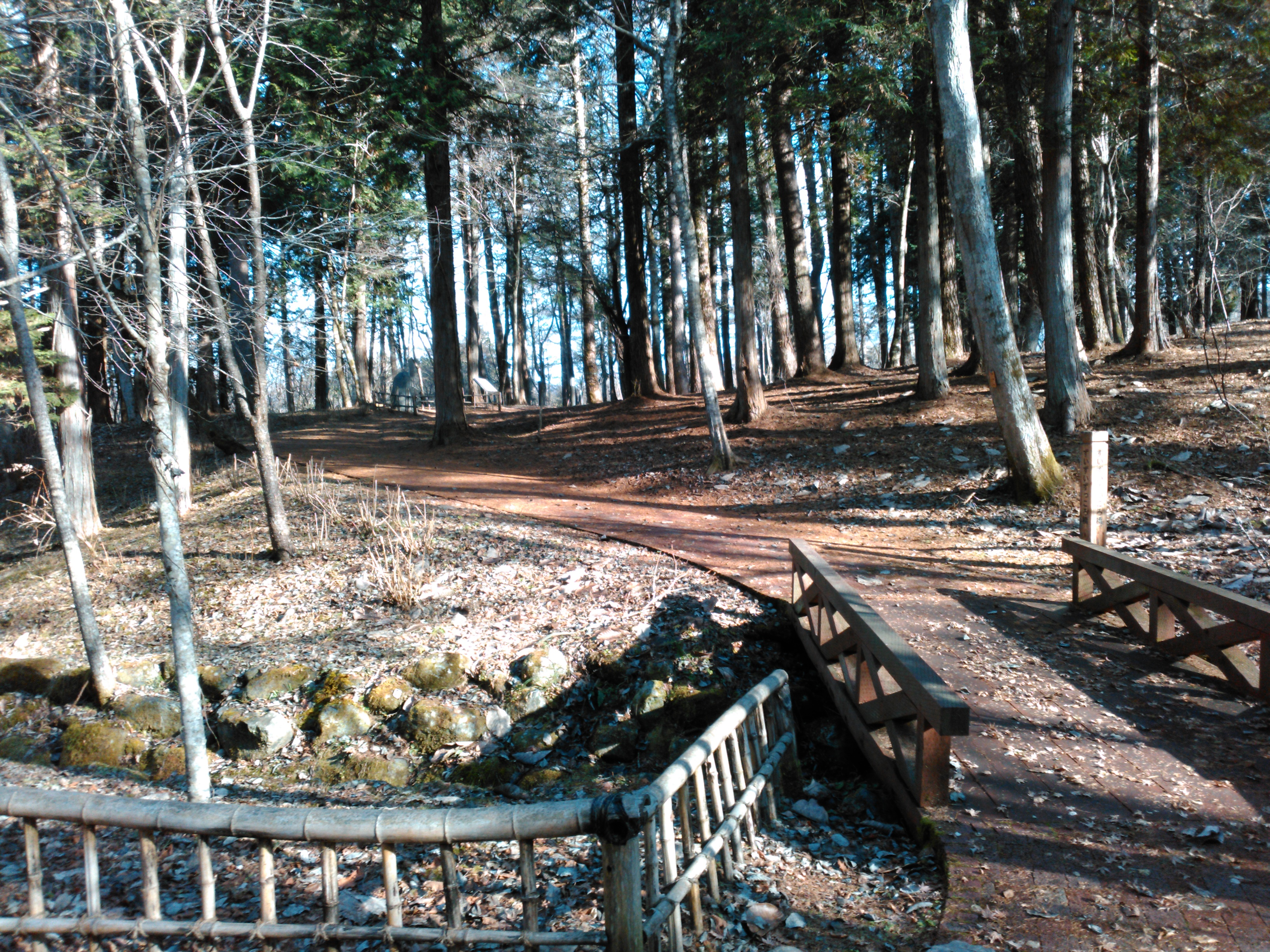
文学の森・文学の小径

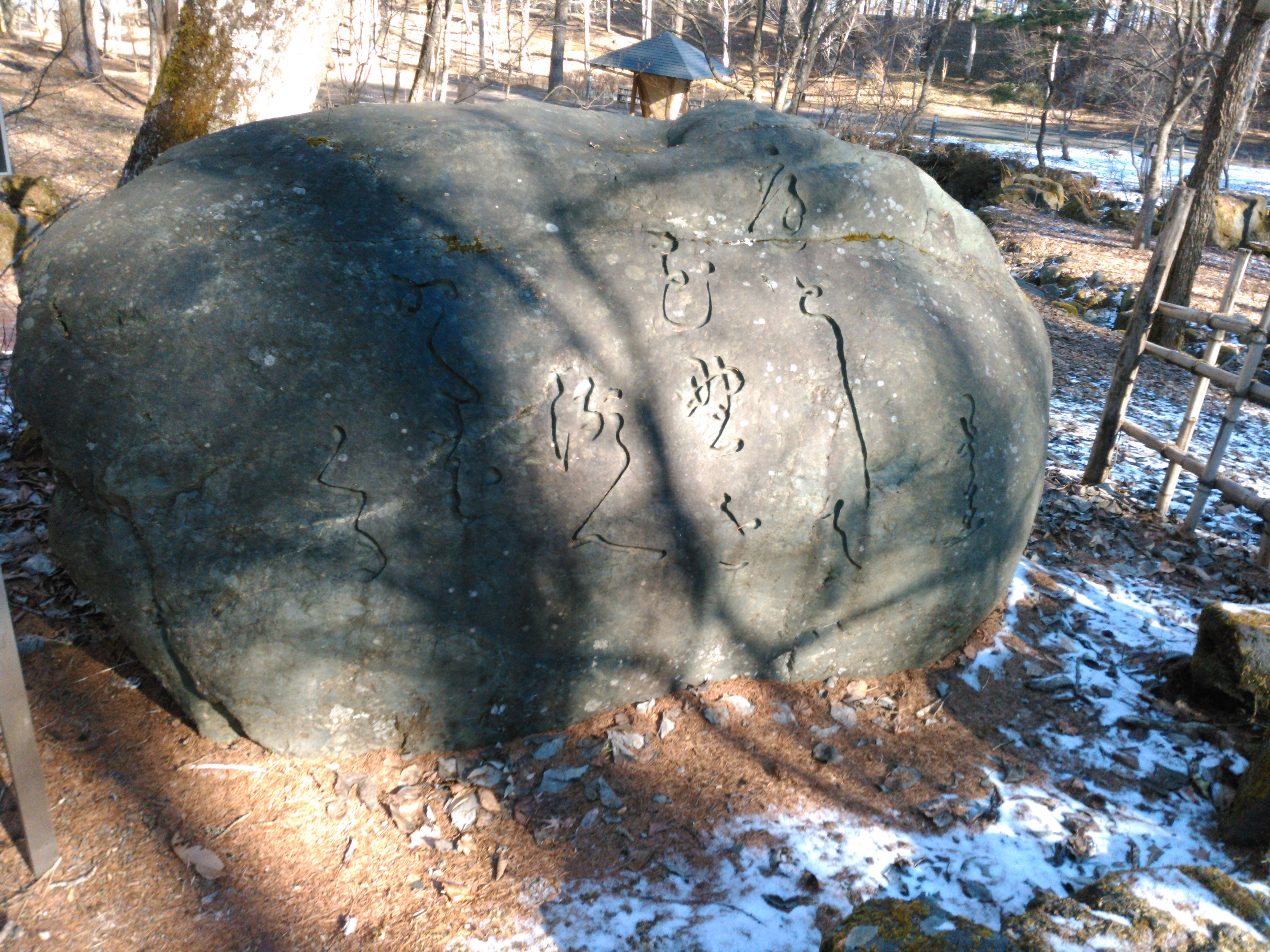
富安風生句碑『庭として 花野を湖に かたむくる』

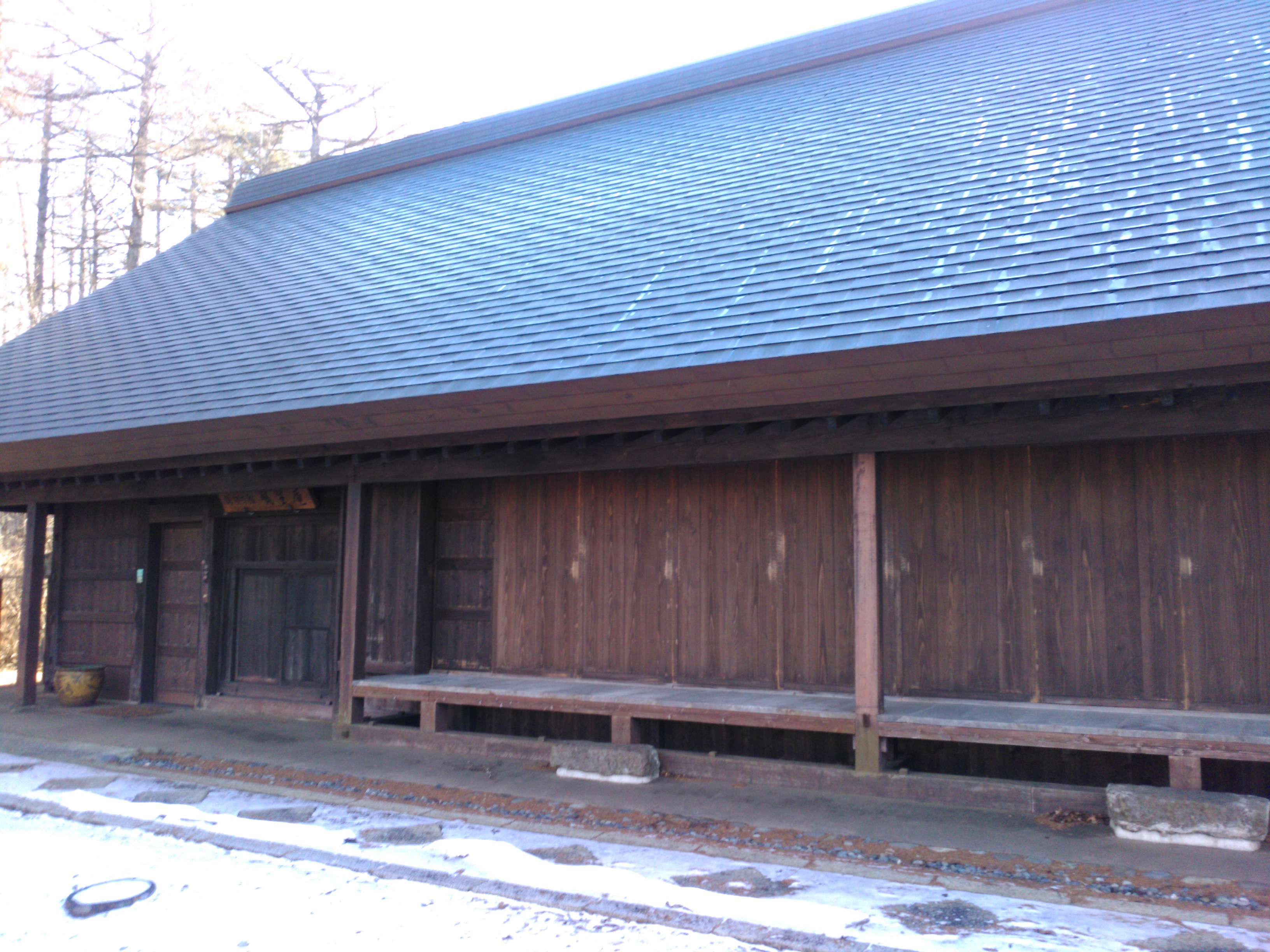
風生庵

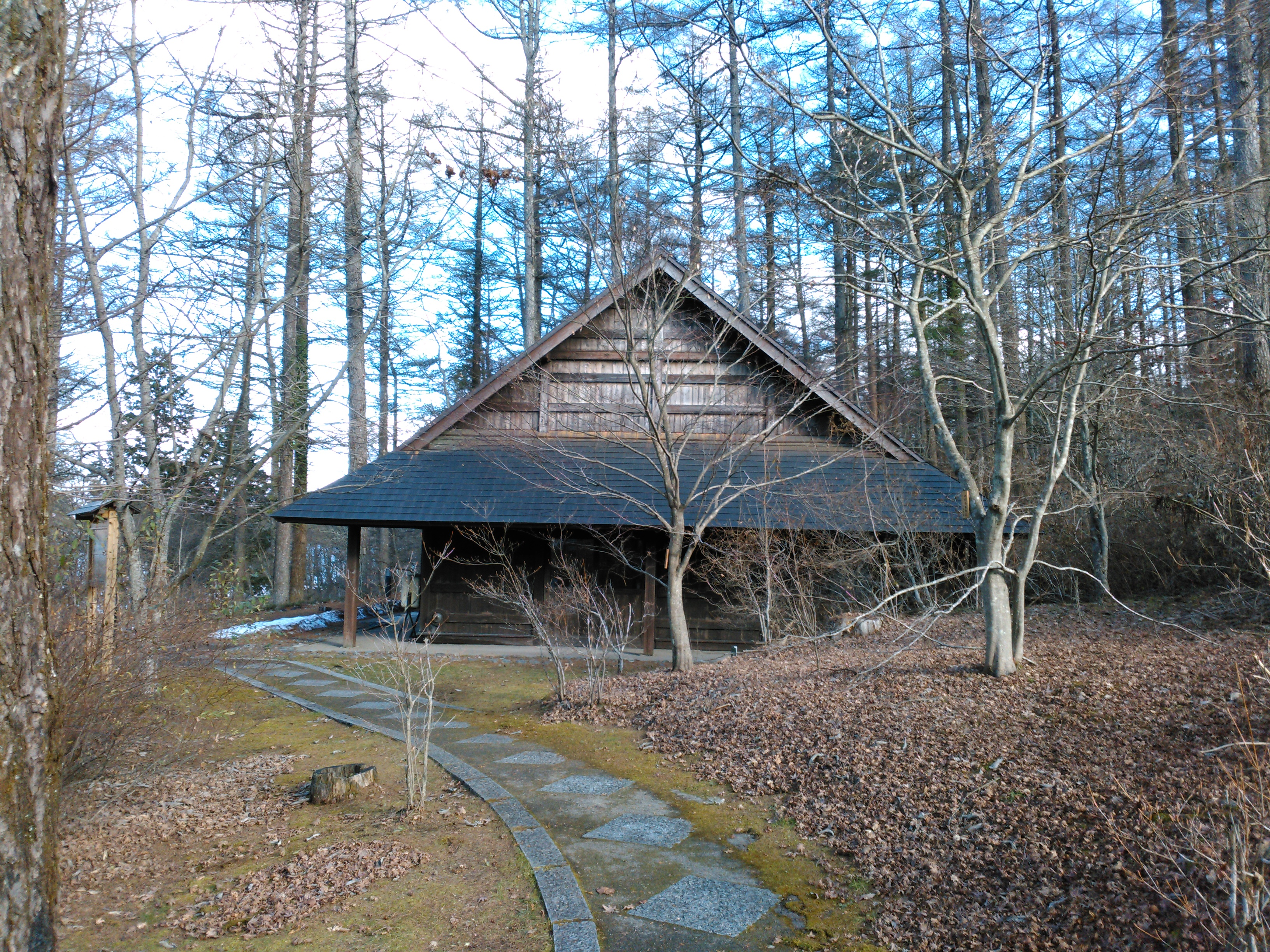
蒼生庵

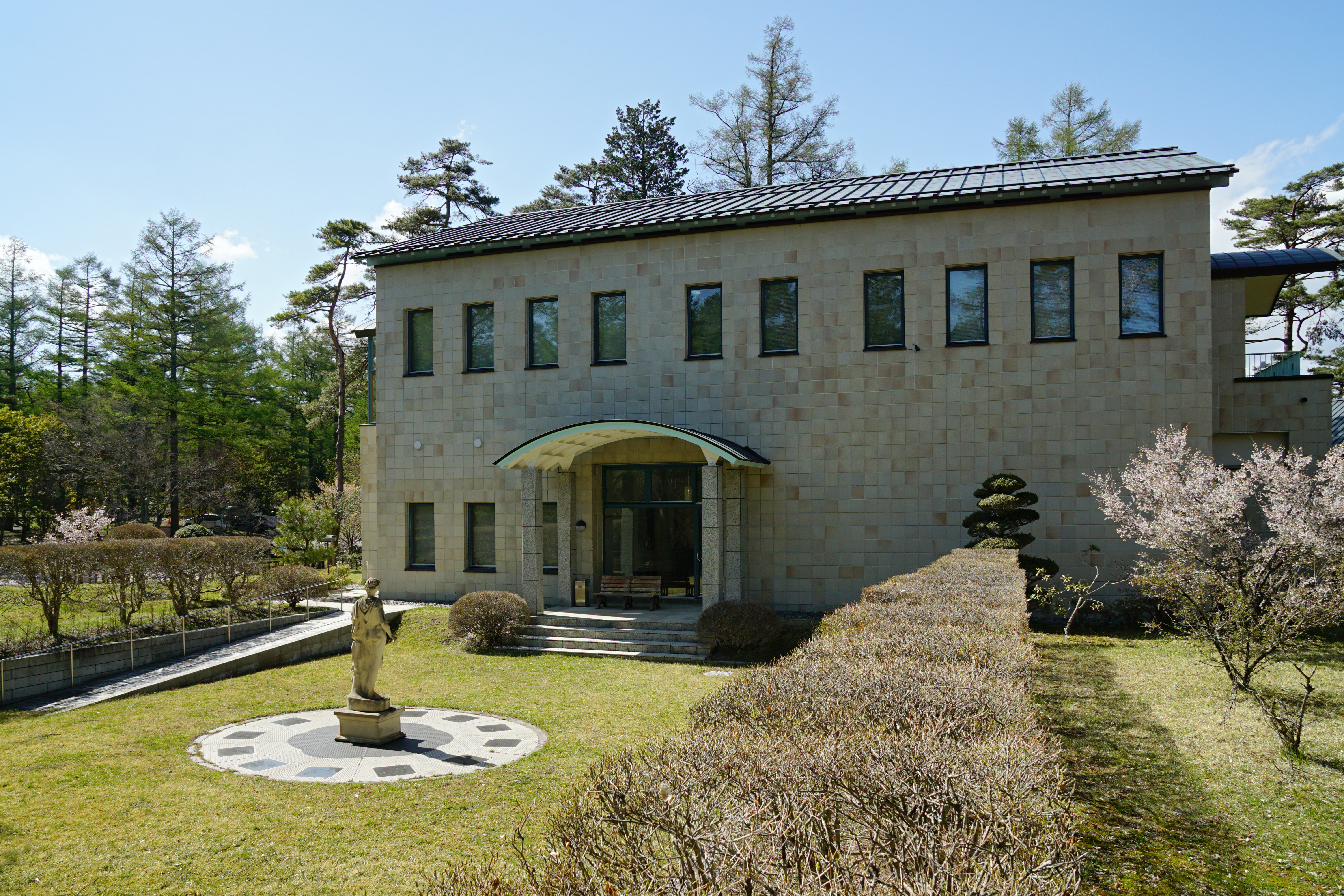
中庭のアポロ像から

三島由紀夫文学館の中庭には、三島邸（大田区南馬込）の一部をイメージ再現したアポロ像があり、「しゃくなげの道」を隔てた隣には、1998年（平成10年）7月25日に開館した「徳富蘇峰館」がある。その他、山中湖文学の森公園内には山中湖とゆかりのある文人や俳人の石碑（句碑・歌碑）が19基ある。また、富安風生の俳句を展示した「風生庵」、山中湖村で使われていた昔の農機具・民具を展示した「蒼生庵」、山中湖の文化資料・図書を所蔵する「情報創造館」などもある。

## 館内・展示フロア

### 初版本99冊
初出版の『花ざかりの森』から、最後の『蘭陵王』までの著書（初版本）99冊と、写真入りの略年譜を展示。
三島の初版本を一堂に展示することにより、その作品の多彩さをビジュアル的に紹介している。さらに三島の略年譜も一緒に展示することにより、これらを見比べながら、三島の作品と生涯をたどることができる。

### 10代――平岡公威から三島由紀夫へ
学習院初等科から東京帝国大学時代までの初期作品時代の肉筆資料を展示。
1925年（大正14年）に誕生した三島由紀夫の少年期は、太平洋戦争の時代と重なる。三島自身もいずれ戦争で命が無くなるものと覚悟し、生の証を残すため執筆に没頭していた。学習院の国語教師・清水文雄により、『花ざかりの森』が文学同人雑誌『文藝文化』に掲載される時に付けられた筆名「三島由紀夫」を使いはじめた頃の資料を中心に展示している。
館内には、若書きの多い三島の10代の頃の著作物が数多く保管されているが、学生時代に多くの未公開の作品群があったことは、この文学館の資料より初めて世に知られることとなった。保存されている10代の資料中には、小説のほか作文、評論、詩歌、戯曲、書簡、創作ノートなど貴重なものが含まれ、幼年時代（5歳、6歳）に描いた絵などもある。

### 20代――プロ作家へ開花
戦後、プロ作家としての地歩を固めた20代の頃の資料（直筆原稿、創作ノート、肖像写真、著書、初出雑誌、映画ポスターなど）を展示。
川端康成の主宰する雑誌『人間』に短編（『煙草』など）を掲載させてもらった時期から、初の長編『盗賊』執筆、大蔵省辞職後、『仮面の告白』で本格的に文壇デビューを果たし、『愛の渇き』『青の時代』『禁色』を次々と発表した頃と、世界一周旅行（『アポロの杯』）以後の『潮騒』発表など、作家として有名になった時代の資料を中心に展示している。

### 30代――広がる活動
創作活動が幅広く盛んになった30代の頃の資料（直筆原稿、創作ノート、肖像写真、舞台写真、著書、初出雑誌、映画・演劇シナリオ、プログラム、ポスターなど）を展示。
『金閣寺』『美徳のよろめき』『鏡子の家』『宴のあと』『憂国』『獣の戯れ』『美しい星』『午後の曳航』『絹と明察』などの小説、『近代能楽集』『鹿鳴館』などの戯曲を旺盛に発表していた時期の資料を中心に展示している。さらに文学以外のボディビル、ボクシング、剣道などの肉体改造、映画『からっ風野郎』主演、写真モデル（『薔薇刑』）などの活動に関する資料も展示している。

### 40代――文武両道への挑戦
長編大作『豊饒の海』を執筆し始めた頃から自死に至るまでの40代の時期の資料を展示。
最後の長編となった『豊饒の海』4部作（『春の雪』『奔馬』『暁の寺』『天人五衰』）、戯曲『サド侯爵夫人』『朱雀家の滅亡』『わが友ヒットラー』関連の資料、米国講演の直筆原稿、ノートやメモ、『ザ・タイムズ』紙掲載原稿など、ノーベル文学賞の候補にも挙がった頃から遺作までの資料を展示している。

### 没後――死の反響
三島の死の反響に関わる資料や、死後に刊行された著書、全集、映像資料、映画・演劇関連の資料を展示。

### 「映像」で知る三島
展示室内の映像ルームでは、数々の三島原作映画を手がけた藤井浩明が製作した映像『世界の文豪・三島由紀夫』が繰り返し上映されている。
『世界の文豪・三島由紀夫』は、第1部「三島由紀夫の生涯と作品」が30分、第2部「豊饒の海」が24分の合計54分間で、午前10時15分から午後4時30分までの上映時間となっている。

### 三島由紀夫ガイダンス
展示室内のコンピューターにより、三島作品に関する以下の情報の検索ができる。
三島由紀夫代表作品紹介
三島の代表作30作品を、資料写真と解説により紹介。
映画・演劇作品紹介
三島の映画・演劇の中から選んだ20作品を、資料写真と解説により紹介。
翻訳書紹介
世界各国で翻訳された図書を、資料写真と一口解説により紹介。
三島マップ
三島作品に登場する県名、地名の検索が可能。
私の好きな三島作品
秋山駿、佐伯彰一、島田雅彦、瀬戸内寂聴、竹西寛子、田中美代子、辻仁成、辻井喬、出久根達郎、堂本正樹、ドナルド・キーン、細江英公、松本徹、村松英子、横尾忠則などの面々が、三島作品の中からベストスリーを挙げて、ベストワンに選んだ作品についてコメントを付けている。

### 三島由紀夫の本棚
三島自宅の書斎の一部をイメージ再現して展示。
三島の書斎の本棚が再現。書斎のドアは鏡張り。スチールの机の上には、黒電話、原稿用紙、愛用していた万年筆（モンブラン、パーカー）、煙草（缶ピース）が置いてある。

### 未公開資料展示
収蔵されている新たな未公開資料を随時公開展示。
1964年（昭和39年）に三島が新聞社の依頼で東京オリンピックのリポーターをしていた際のノートが2015年（平成27年）3月24日に公開された。表紙に「Olympic」と付されたこの取材ノートには、開会式、バレーボール、重量挙げなどを観戦した様子が克明に書かれている。ノートの内容は、『決定版三島由紀夫全集』（新潮社）にも未収録だったが、同年3月23日発売の学術雑誌『三島由紀夫・短篇小説 三島由紀夫研究15』（鼎書房）に掲載されている。

## 閲覧
2階にある閲覧室、研修室では、収蔵図書、雑誌、紀要などの閲覧ができる。ただし、利用には1階受付で申請書の記入と、保険証、運転免許証などの身分証明書の提示が必要となる。利用時間は、午前10時から午前11時30分、午後1時30分から4時30分まで。
閲覧室の利用には、図書、雑誌類などを見る「閲覧」と、直筆原稿・創作ノートなどを見る「特別閲覧」があり、通常の「閲覧」は、利用申し込み当日に可能だが、「特別閲覧」は予約制となり、当日利用はできない。「特別閲覧」は、オリジナル閲覧はできず、コピー資料での閲覧となる。
「特別閲覧」を希望する場合は、資料の所蔵の有無等をメール（info@mishimayukio.jp）か、FAX（0555-20-2656）で確認した上で、「特別閲覧申請書」（PDF）での事前申込みとなる。閲覧日の10日前までに申請書を郵送で必着させ（緊急の場合は相談可能）、後日、送られて来る「特別閲覧許可書」を当日持参する
なお、通常の「閲覧」では、著作権の範囲内でコピーサービス（見開き1枚50円）を行なっているが、「特別閲覧」ではコピーできない。

## 文学館活動

### フォーラム
三島文学の「研究と普及」を基本理念として、山中湖フォーラムを定期的に開催している。

### レイクサロン
山中湖フォーラムを縮小する形のレイクサロンは、講演会とフリートークから構成され、毎年開催される。

## 開館時間・休館日
- 開館時間は、午前10時から午後4時30分（入館は午後4時まで）。
- 休館日は、毎週月曜日・火曜日（祝祭日の場合はその翌日）、12月29日-1月3日、資料点検日（不定期）
※ ただし、ゴールデンウィーク期間中（4月28日-5月6日）は月曜日・火曜日も開館。

## 入館料金
三島由紀夫文学館・徳富蘇峰館との両館共通チケットになっている。
- 大人一般 500円（団体450円。身障者250円）
- 高校・大学生 300円（団体250円。身障者150円）
- 小学・中学生 100円（団体50円。身障者50円）
- 小学生以下は無料。
  - ※ 団体は10名以上で団体割引。身障者は身障者手帳を提示すれば割引となる。

なお、山中湖村の村民は、村民証明書、住民基本台帳カード、保険証、運転免許証のいずれかを提示すれば、無料で入館できる。村民証明書を提示すると、村外にいる家族5名（本人含む）まで無料で入館可能。

## 交通アクセス
- 高速バス：バスタ新宿発、中央高速バスで山中湖 旭日丘下車。徒歩15分。
- 路線バス：富士山駅から約25分、または御殿場駅から約40分。「文学の森公園前」バス停下車徒歩5分。
- 電車
  - JR新宿駅発、中央本線の大月駅で富士山麓電気鉄道富士急行線に乗り換え（または直通列車を利用し）富士山駅で下車、上記路線バス。
  - JR名古屋駅発、東海道新幹線の三島駅で下車。富士急シティバスで御殿場駅まで約50分、さらに御殿場駅から上記路線バス。
- 自動車
  - 中央自動車道から東富士五湖道路を経由し、山中湖インターチェンジから国道138号を御殿場方面へ4km。

各方面からのアクセス詳細は、三島由紀夫文学館へのアクセスを参照。

## 専用駐車場
駐車料金は無料。
- 普通車（50台）、身障者用（2台）、大型バス専用（4台）駐車可能。